# Cranogona orientale
Cranogona orientale är en mångfotingart som beskrevs av Ribaut 1913. Cranogona orientale ingår i släktet Cranogona och familjen Anthogonidae. Inga underarter finns listade i Catalogue of Life.